# Edgardo González
Edgardo Nilson González (30. september 1936 - 26. oktober 2007) var en uruguayansk fodboldspiller (midtbane).
González spillede 22 kampe for det uruguayanske landshold. Han var en del af landets trup til VM 1962 i Chile, uden dog at komme på banen i turneringen. På klubplan spillede han i hjemlandet hos Montevideo-holdene Liverpool Montevideo og Peñarol.